# Carl-Henning Wijkmark
Johan Carl-Henning Wijkmark, né le 21 novembre 1934 à Stockholm et mort le 4 septembre 2020 dans la même ville,, est un écrivain, journaliste et traducteur suédois.

## Biographie
« Il fait des études en lettres à Munich, Londres et Stockholm, puis rédige une thèse sur le symbolisme dans la poésie de Wilhelm Ekelund, avant de s'orienter vers le journalisme culturel, la littérature et la traduction (notamment des œuvres de Roger Vaillant, Nietzsche et Lautréamont »).
Son œuvre est révélée au public français, aux éditions Actes Sud en 1986, avec La Draisine (Dressinen, 1983), un conte philosophique cocasse dans lequel un jésuite belge traverse l'Atlantique Sud à bord d'une draisine en compagnie de trois singes. L'auteur est alors le premier écrivain suédois invité à la télévision française (par Bernard Pivot).
Le roman suivant, qui remporte à sa parution en Suède le prix Dobloug, est d'abord traduit sous le titre 1962 en France, avant d'être réédité sous le titre Derniers Jours (Sista dagar, 1986). Il s'agit d'un récit d'espionnage qui évoque les tractations politiques et les activités douteuses de l'OAS qui se multiplient au moment où s'achève la guerre d'Algérie en août 1962. 
Se déroulant à une époque plus récente, Da Capo (Dacapo, 1994) a pour toile de fond l'Allemagne à la veille de la chute du Mur de Berlin, en 1989. C'est le récit d'un « photographe suédois qui arrive à Munich pour illustrer un livre consacré à l'art funéraire en Europe. Il retrouve la ville de sa jeunesse et découvre par hasard qu'un homme a usurpé son identité et vit avec la femme qu'il a quittée à son départ pour la Suède ». À partir de là, l'intrigue policière se déploie, tout en soulignant les blessures non cicatrisées de la civilisation européenne depuis l'après-guerre.
Ont notamment été aussi traduits en français, Toi qui n’existes pas (Du som ej finns, 1997) aux éditions Esprit ouvert en 2003, et surtout, La Nuit qui s’annonce (Stundande natten, 2007) aux Éditions Cénomane en 2009, une sorte d’avers subjectif et sensible de La Mort moderne (Den moderna döden, 1978), traduit dès 1997 aux éditions Le Passeur et qui a reçu, lors de sa parution originale en Suède, le prestigieux prix August. En France, La Mort moderne a également été adapté au théâtre en 2009 par Bruno Tuchszer sous le titre Une mort moderne : la conférence du Dr Storm, et produit par La Virgule.
En novembre 2020, Rivages publie La Mort moderne (Den moderna döden, 1978) avec une postface de l'auteur écrite en mai 2020, dans laquelle il fait un parallèle entre sa dystopie et la pandémie de la Covid-19 telle qu'elle fut traitée en Suède (pour lui un scandale car on aurait fait passer l'économie avant la vie humaine : mortalité la plus haute au monde proportionnellement à la taille de la population : 4 000 victimes en mai). Le roman évoque un colloque sur un projet de loi visant à limiter l'âge de la mort et à recycler le corps humain pour en livrer ses meilleurs morceaux à l'industrie.

## Œuvres
- Tyska romaner (1965)
- Fransk roman efter 1945 (1968)
- Jägarna på Karinhall (1972)
- Rött och svart (1976)
- På flykt undan mina landsmän (1976)
- Den moderna döden (1978) Publié en français sous le titre La Mort moderne, Le Passeur, 1997  (ISBN 2-907913-52-2) ; réédition dans une traduction revue et augmentée, Éditions Cénomane, 2009  (ISBN 978-2-916329-09-3) ; réédition avec une postface de l'auteur datée de mai 2020, Éditions Rivages, 2020  (ISBN 978-2-743651-40-4)
- Dressinen (1983) Publié en français sous le titre La Draisine, Actes Sud, 1986  (ISBN 2-86869-072-6) ; réédition, Actes Sud, coll. « Babel noir » no 18, 1989  (ISBN 2-86869-464-0)
- Sista dagar (1986) - Prix Dobloug Publié en français sous le titre 1962, Actes Sud, 1987  (ISBN 2-7144-3335-9) ; réédition sous le titre Derniers Jours, Éditions Cénomane, 2007  (ISBN 978-2-916329-09-3)
- Litteratur och människovärde (1988)
- Sveaborg (1990)
- Omsvängningarnas år (1991)
- Dacapo (1994) Publié en français sous le titre Da Capo, Belfond, 1996  (ISBN 2-7144-3335-9)
- Du som ej finns (1997) Publié en français sous le titre Toi qui n'existe pas, Éditions Esprit ouvert, 2003  (ISBN 2-88329-059-8)
- Den svarta väggen (2002) Publié en français sous le titre Le Mur noir, Éditions Cénomane, 2011  (ISBN 978-2-916329-41-3)
- Tal på Övralid 6 juli 2003 (2003)
- Samtiden bakom oss. Essäer och kommentarer 1992-2004 (2005)
- Stundande natten (2007) Publié en français sous le titre La Nuit qui s'annonce, Éditions Cénomane, 2009  (ISBN 978-2-916329-21-5)

## Sources
: document utilisé comme source pour la rédaction de cet article.
- Claude Mesplède (dir.), Dictionnaire des littératures policières, vol. 2 : J - Z, Nantes, Joseph K, coll. « Temps noir », 2007, 1086 p. (ISBN 978-2-910-68645-1, OCLC 315873361), p. 1022-1023.

- (de) Cet article est partiellement ou en totalité issu de l’article de Wikipédia en allemand intitulé « Carl-Henning Wijkmark » (voir la liste des auteurs).